# Boutros Boutros-Ghali
Boutros Boutros-Ghali (arabisk: بطرس بطرس غالي; født 14. november 1922 i Kairo, død 16. februar 2016) var en egyptisk diplomat og professor i folkeret. Han var De Forenede Nationers sjette generalsekretær fra januar 1992 til december 1996. Han var desuden Egyptens viceudenrigsminister fra 1977 til 1991. Han var gift med Leia Maria Boutros-Ghali og var medlem af den koptisk-ortodokse kirke.
I år 1949 opnåede Boutros-Ghali en doktorgrad i folkeret ved universitetet i Sorbonne i Paris. Fra 1949 til 1977 var han professor i folkeret ved Kairos universitet. Fra 1977 til 1991 var han Egyptens viceudenrigsminister.
Som generalsekretær indledte Boutros-Ghali et program for at reformere FN og styrke generalsekretærens stilling. Han tog blandt andet initiativ til Dagsordenen for fred og Dagsordenen for udvikling. Da han tiltrådte generalsekretærposten, oplyste han, at han på grund af sin alder kun havde tænkt sig at sidde én embedsperiode. Som 74-årig kandiderede han alligevel til en ny embedsperiode. USA nedlagde veto mod hans kandidatur, trods at de havde støttet ham den første gang i 1991, på grund af den hjemlige opinions indstilling til Clintonadministrationen, samt en almen modstand mod FN's internationale indsatser. Boutros-Ghali trak derfor sit kandidatur tilbage og afgik ved embedsperiodens afslutning ved årsskiftet 1996/97. Fra 1997 blev han afløst af Kofi Annan.